# Mallory Wanecque
Mallory Wanecque, née le 26 juillet 2006 à Valenciennes (Hauts-de-France), est une actrice française.
Elle apparaît la première fois au cinéma dans le film Les Pires, sorti en 2022, qui lui vaut plusieurs prix pour son interprétation. Elle joue le rôle de Jackie jeune dans le film de 2024 L'Amour ouf et est nommée pour le prix de la meilleure révélation féminine aux César 2025.

## Biographie

### Enfance et formation
Mallory Wanecque naît le 26 juillet 2006 à Valenciennes, dans les Hauts-de-France. Elle a fréquenté le collège Jules Ferry d'Anzin puis elle a suivie sa scolarité au Lycée Pierre Joseph Fontaine d'Anzin. Un passage de quelques mois car elle a rapidement dû arrêter ses études pour se consacrer pleinement au cinéma et en faire son métier.

### Carrière
En 2022, Mallory Wanecque décroche le rôle principal dans le film Les Pires, de Lise Akoka et Romane Gueret, après que les deux réalisatrices l'ont repérée au cours d'un casting sauvage à Anzin,. Elle interprète le personnage de Lily, une jeune habitante de la cité Pablo Picasso à Boulogne-sur-Mer, fragilisée par la mort de son frère. Ce long-métrage a reçu le prix Un certain regard au festival de Cannes 2022. Mallory Wanecque a, quant à elle, remporté le prix d’interprétation féminine au festival du film de Sarlat, au festival du film de Cosne-sur-Loire, au Festival du film de Rome, puis au Festival du film de Cabourg. Elle a également été sélectionnée pour les révélations pour les César 2023, puis nommée pour le César du meilleur espoir féminin.
En 2024, Mallory Wanecque est à l'affiche de trois films : Comme un prince, comédie dramatique réalisée par Ali Marhyar, le drame Pas de vagues de Teddy Lussi-Modeste ainsi que L'Amour ouf de Gilles Lellouche, drame romantique présenté en « compétition officielle » lors de la 77e édition du Festival de Cannes, dans lequel elle incarne l'adolescence du personnage de Jackie, joué à l'âge adulte par Adèle Exarchopoulos.
En 2025, Mallory Wanecque interprète le rôle d'Ava dans le film Rapaces réalisé par Peter Dourountzis.

## Vie privée
Mallory Wanecque vit en couple à Paris avec son petit ami, Fayssal, rencontré lorsqu'elle avait 15 ans.
Elle ne connaissait pas son père avant ses sept ans.

## Filmographie

### Cinéma
Longs métrages
 Sauf indication contraire, les informations mentionnées dans cette section peuvent être confirmées par les bases de données cinématographiques IMDb et Allociné,  présentes dans la section « Liens externes ».
- 2022 : Les Pires de Lise Akoka et Romane Guéret : Lily
- 2023 : Comme un prince d'Ali Marhyar : Melissa
- 2024 : Pas de vagues de Teddy Lussi-Modeste : Océane
- 2024 : L'Amour ouf de Gilles Lellouche : Jackie à 15 ans
- 2025 : Le Gang des Amazones de Mélissa Drigeard
- 2025 : Rapaces de Peter Dourountzis : Ava
- 2026 : Hors la loi de Pauline Bureau : Marie-Claire Chevalier[14]

## Distinctions
Sauf indication contraire, les informations mentionnées dans cette section peuvent être confirmées par les bases de données cinématographiques IMDb et Allociné,  présentes dans la section « Liens externes ».

### Récompenses
- Festival du film de Sarlat 2022 : prix d’interprétation féminine pour Les Pires[4]
- Festival du film de Cosne-sur-Loire 2022 : prix d’interprétation féminine pour Les Pires[4]
- Festival du film de Rome 2022 : prix d’interprétation féminine pour Les Pires[4]
- Prix SACD 2023 : Prix Suzanne-Bianchetti pour « une jeune comédienne débutant une carrière cinématographique prometteuse »[15]
- Festival du film de Cabourg 2023 : prix du Premier rendez-vous féminin pour Les Pires[7]

### Nominations
- César 2023 : meilleure révélation féminine pour Les Pires[9]
- César 2025 : meilleure révélation féminine pour L'Amour ouf